# Stanisław Rzadkosz
Stanisław Rzadkosz (ur. 10 kwietnia 1944 w Bukowinie Tatrzańskiej, zm. 10 września 2014 w Bańskiej Szczawnicy, Słowacja) – polski odlewnik, profesor nauk technicznych, dziekan (2 kadencje jako prodziekan i 2 kadencje jako dziekan) Wydziału Odlewnictwa Akademii Górniczo-Hutniczej. Sekretarz Generalny Stowarzyszenia Technicznego Odlewników Polskich STOP, Przewodniczący Sekcji Odlewnictwa Metali Nieżelaznych STOP, Członek Sekcji Teorii Procesów Odlewniczych PAN, Członek Komitetu Naukowego Archives of Foundry Engineering.

## Życiorys
Studia w Akademii Górniczo-Hutniczej skończył na Wydziale Odlewnictwa AGH w roku 1969, na którym również po stażu przemysłowym, odbył studia doktoranckie zakończone uzyskaniem stopnia doktora w roku 1973. Profesor całe swoje życie zawodowe związał z Wydziałem Odlewnictwa, podejmując od 1974 roku pracę w Katedrze Metalurgii i Odlewnictwa Metali Nieżelaznych, prowadzonej przez profesora Czesława Adamskiego. Swoją wieloletnią działalność naukowo-badawczą realizował w obszarze metaloznawstwa metali i stopów metali nieżelaznych, a także historii metalurgii i odlewnictwa.
Zatrudniony w AGH od 1969 roku, pełnił obowiązki kierownika Zakładu Odlewnictwa Metali Nieżelaznych Wydziału Odlewnictwa od 1987 roku. Prodziekan Wydziału Odlewnictwa został w roku 1996 i pełnił tę funkcję do roku 2002, gdy został wybranym na dziekana Wydziału Odlewnictwa.
W 1995 roku uzyskał stopień naukowy doktora habilitowanego, a w roku 1998 został mianowany na stanowisko profesora nadzwyczajnego AGH.
W roku 2014 przeszedł pozytywnie procedurę kwalifikacyjną do tytułu profesora. Był wybitnym specjalistą w swoim zakresie o rozległej wiedzy teoretycznej i praktycznej, autorem kilku monografii i ponad dwustu publikacji naukowych. Profesor Stanisław Rzadkosz był twórcą i organizatorem szkoły i specjalności „Odlewnictwo artystyczne i precyzyjne” oraz autorem programów kształcenia w ramach tej specjalności. Widocznymi elementami tej działalności było wykonanie dużych odlewów artystycznych, jak np. popiersia Ignacego Domeyki dla UNESCO, godła na budynki AGH.
Opinię niekwestionowanego autorytetu zjednały Profesorowi Rzadkoszowi także wybitne efekty wdrażania do przemysłu wyników własnych i współautorkach prac badawczych i rozwiązań patentowych (48 pozycji), uzyskanych w wyniku współpracy z licznymi zakładami odlewniczymi.
Pełnił liczne funkcje organizacyjne na Wydziale, w Akademii Górniczo-Hutniczej, w Stowarzyszeniu Technicznym Odlewników Polskich i w innych gremiach naukowych, w tym w Komisji Metalurgiczno-Odlewniczej PAN. Był kierownikiem Zakładu Odlewnictwa Metali Nieżelaznych, przez dwie kadencje prodziekanem i przez kolejne dwie dziekanem Wydziału Odlewnictwa AGH, a także kierownikiem Katedry Tworzyw Formierskich, Technologii Formy i Odlewnictwa Metali Nieżelaznych, przyczyniając się do znaczącego rozwoju Wydziału.
W ostatnich latach był współtwórcą Centrum Badań Nawarstwień Historycznych oraz szeregu prac naukowych związanych z tą tematyką. W środowiskach historyków i archeologów cieszył się dużym uznaniem i powszechną sympatią.
Za swą, długoletnią i ofiarną działalność dydaktyczno-wychowawczą i naukową był wielokrotnie honorowany nagrodami rektora AGH, odznaczeniami państwowymi i resortowymi, w tym Medalem Komisji Edukacji Narodowej, Złotym Krzyżem Zasługi, Złotą Honorową Odznaką STOP czy Złotą Odznaką FSNT NOT.